# 岐阜県道208号岐阜インター線

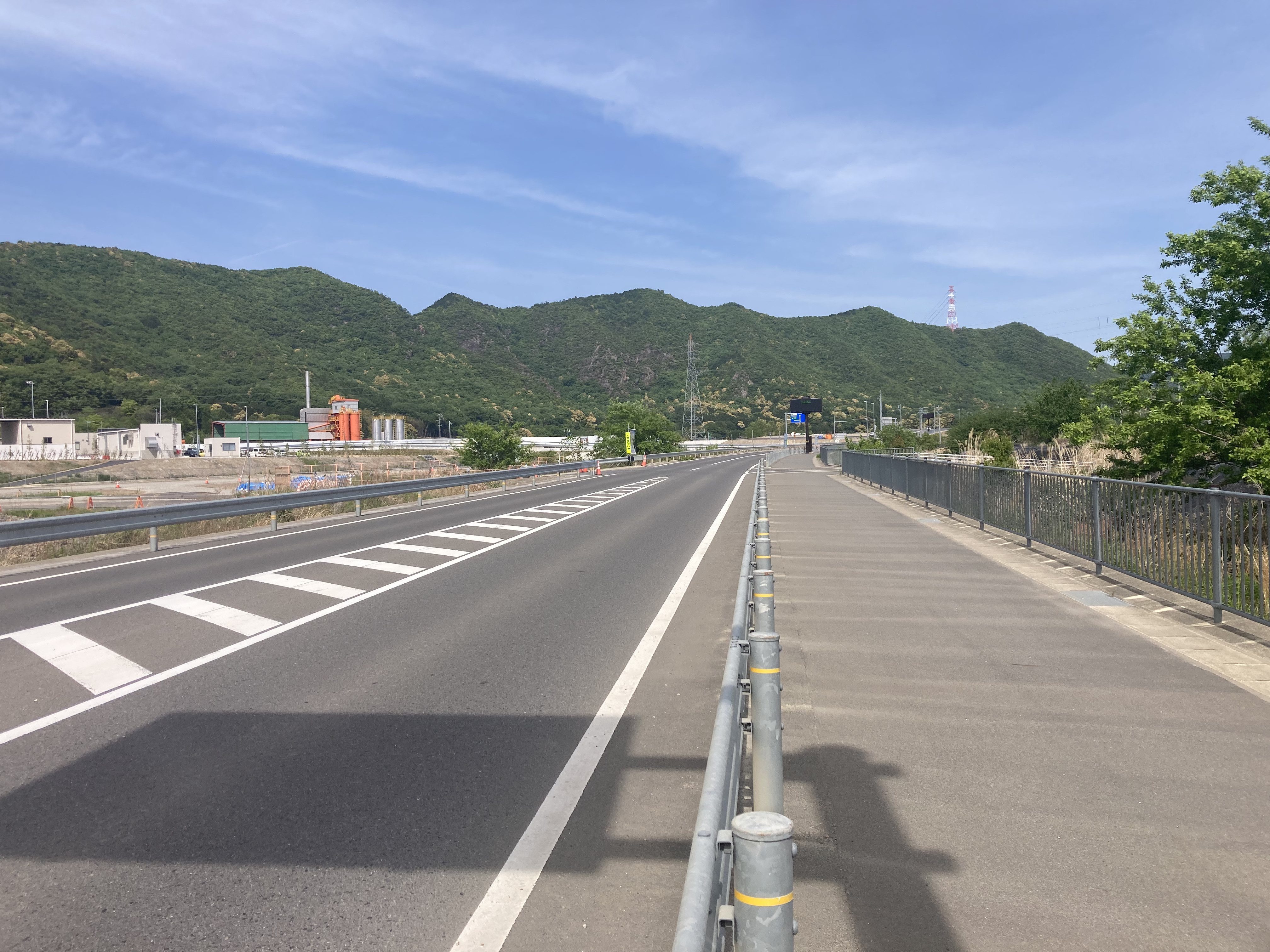
岐阜県道208号岐阜インター線
（大学北1交差点付近から東を望む）

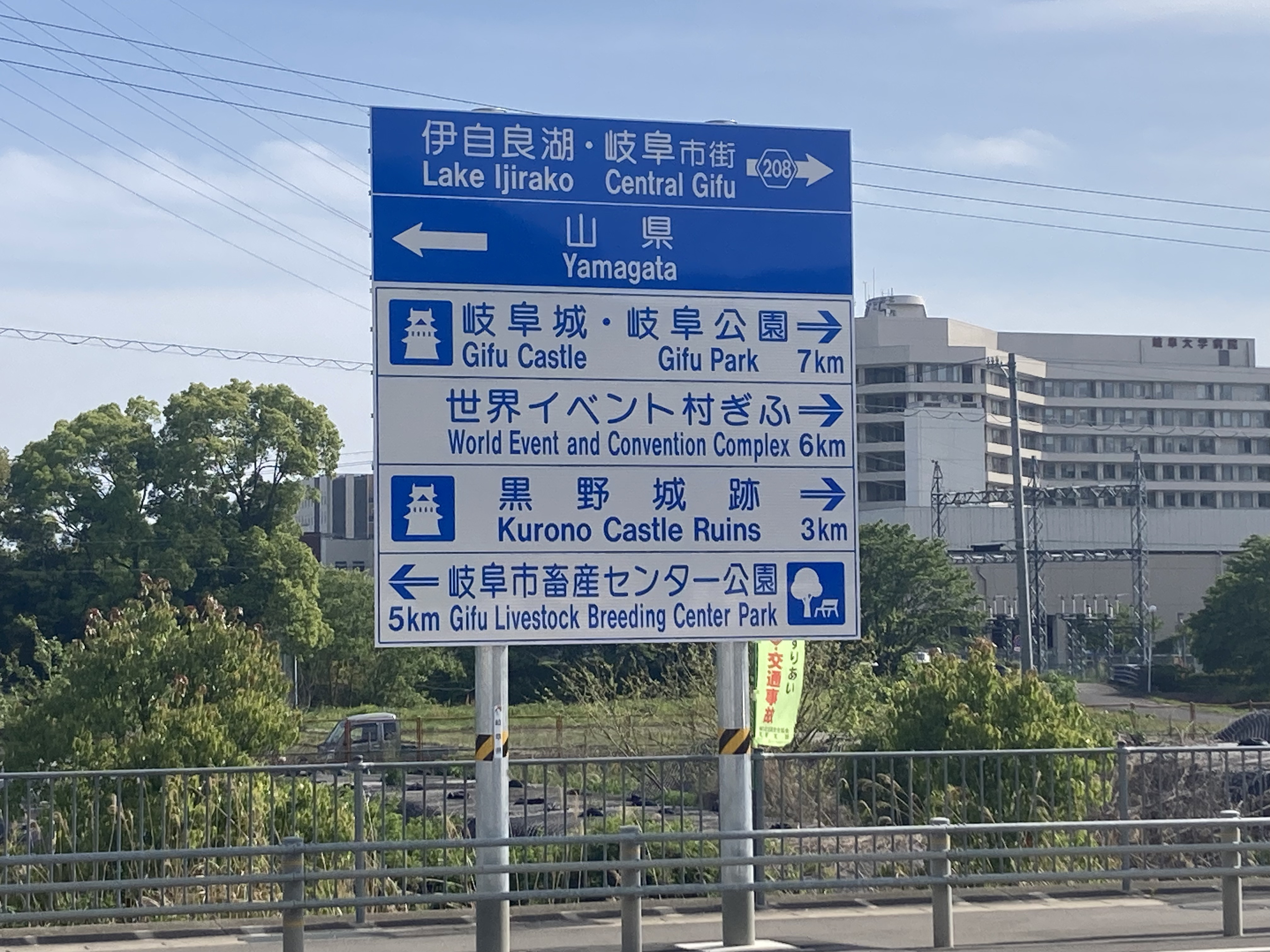
岐阜インターチェンジの出口にある経路案内標識

岐阜県道208号岐阜インター線（ぎふけんどう208ごう ぎふインターせん）は、岐阜県岐阜市大学北一丁目にある県道である。東海環状自動車道岐阜インターチェンジの供用開始に伴い、岐阜県道91号岐阜美山線の支線の一部が本路線に認定された。

## 路線データ
- 起点：岐阜県岐阜市大学北一丁目44番2地先[2]
- 終点：岐阜県岐阜市大学北一丁目54番2地先[2]
- 実延長：315.2 m[2]

## 歴史
- 2025年（令和7年）4月6日 - 岐阜県道91号岐阜美山線の支線の一部が岐阜県道208号岐阜インター線へ、残りが岐阜市道城田寺黒野線へ移管されて[3]供用開始[4]。

## 地理

### 通過する自治体
- 岐阜県岐阜市

### 接続路線
- 東海環状自動車道（岐阜ICランプ）
- 岐阜市道城田寺黒野線（岐阜ICランプ）
- 岐阜県道91号岐阜美山線（岐阜市大学北1交差点）

### 周辺
- 岐阜大学医学部附属病院
- 岐阜大学